# Tokyo Metropolitan Gymnasium

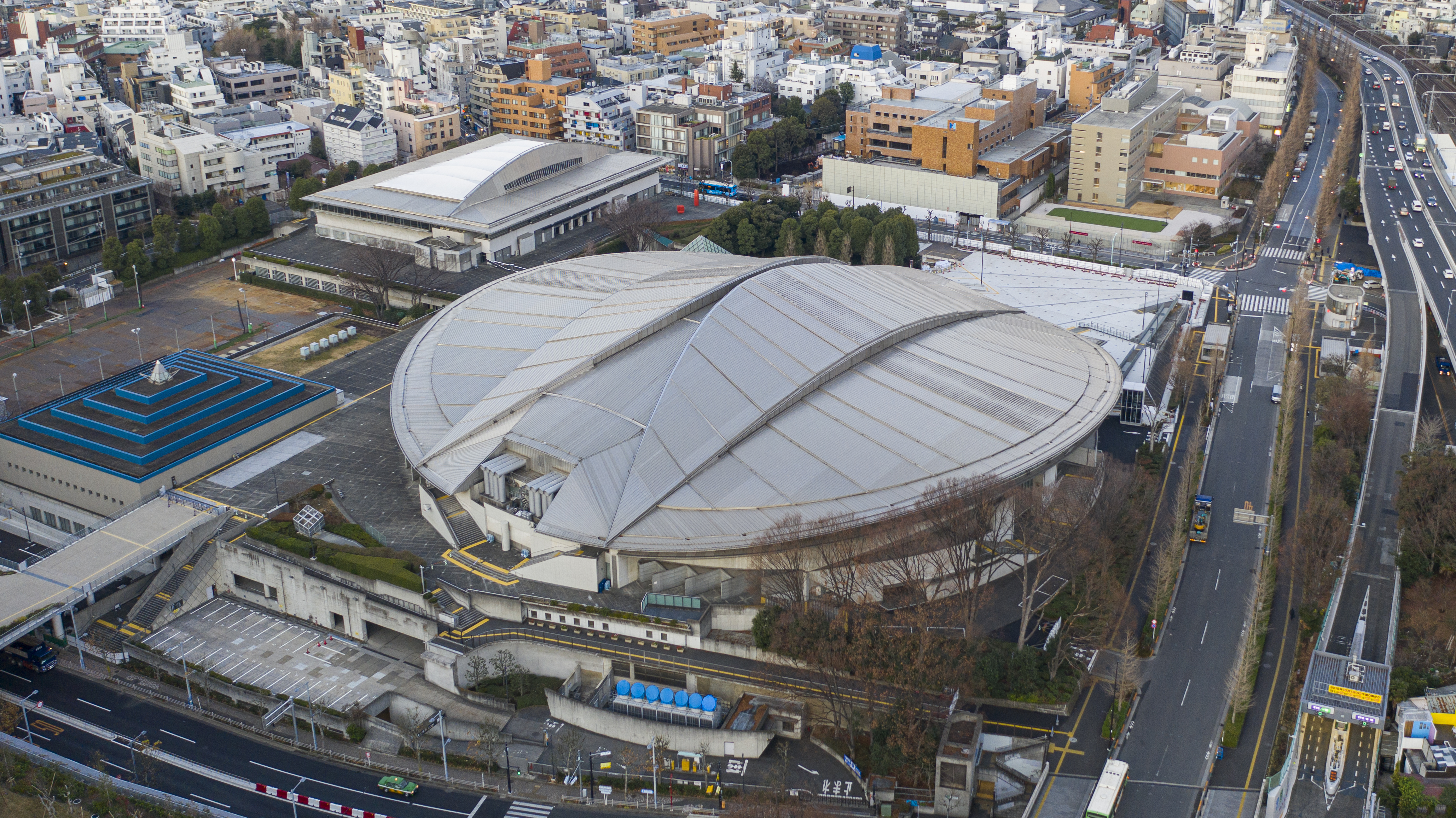
Het Tokyo Metropolitan Gymnasium

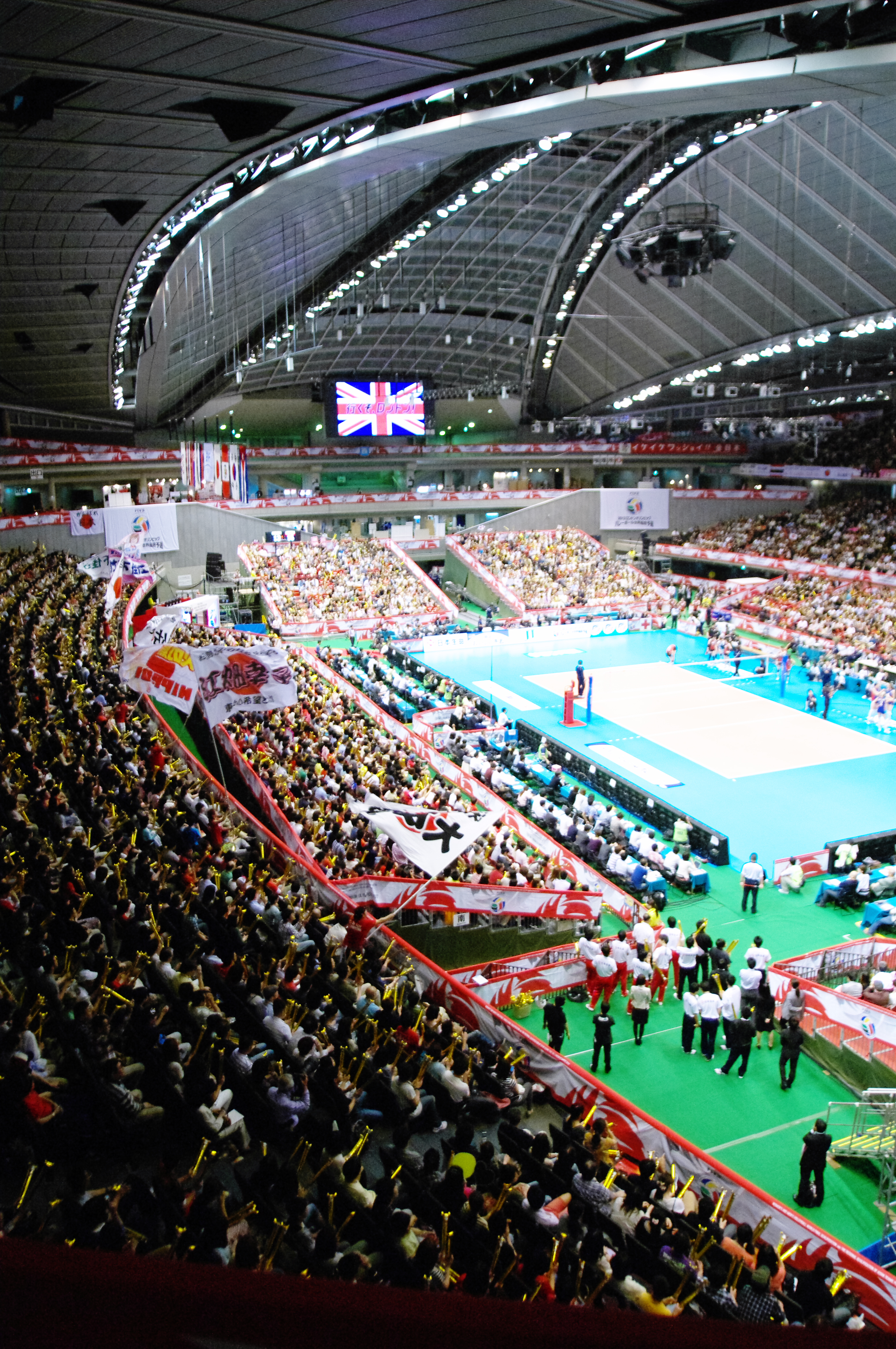
Binnen in het Tokyo Metropolitan Gymnasium

Het Tokyo Metropolitan Gymnasium (Japans: 東京体育館, Tōkyō Taiikukan) is een sportcomplex en arena in het centrum van de Japanse hoofdstad Tokio, in de speciale wijk Shibuya, meer specifiek in de buurt Sendagaya. Het bouwwerk ligt ten zuiden van het nationaal park Shinjuku Gyoen en grenzend in het zuidoosten van 1958 tot 2015 aan het Olympisch Stadion en sinds 2019 aan het nieuw Olympisch Stadion in Shinjuku. 
Het centrum van de arena is een grote overdekte zaal waar nationale en internationale sportevenementen worden georganiseerd. De arena kan plaats bieden aan 10.000 toeschouwers (6.000 vast, 4.000 tijdelijk). Onder de grote zaal bevindt zich een 50-meter zwembad dat net niet kwalificeert als zwembad met olympische afmetingen (50m x 20m, acht banen) met zitplaatsen voor 900 personen. Onder meer de Japanse nationale kampioenschappen waterpolo worden hier georganiseerd. Er is ook een 25m zwembad (25m x 13m, 6 banen), een ovalen buitenbaan, een krachttrainingsruimte en conferentiezalen.

## Geschiedenis
Het complex werd met een toenmalige kostprijs van 350 miljoen yen gebouwd van februari 1953 tot april 1954 voor het wereldkampioenschappen worstelen van dat jaar. Het was ook de locatie voor meerdere sporten op de Aziatische Spelen 1958, van de turncompetitie op de Olympische Zomerspelen 1964 en van de tafeltenniscompetitie op de Olympische Zomerspelen 2020. 
Het bouwwerk kreeg tussen 1986 en 1990 een futuristische renovatie naar plannen van de Japanse architect Fumihiko Maki, die in 1993 laureaat werd van de Pritzker Prize.
Het complex was onder meer ook de locatie voor alle Japanse tafeltenniskampioenschappen sinds de opening, de jaarlijkse badmintonkampioenschappen van de Japan Super Series tussen 2007 en 2017 als onderdeel van de BWF Super Series, de wereldkampioenschappen judo 1958, de wereldkampioenschappen kunstschaatsen 2007, de wereldkampioenschappen volleybal voor mannen en voor vrouwen van 1998 en 2006, de eindrondes van het wereldkampioenschap volleybal vrouwen 2010 en het wereldkampioenschappen turnen 2011. In de arena gaan ook muziekoptredens door, waaronder de Berliner Philharmoniker gedirigeerd door Herbert von Karajan tijdens hun eerste tournee in Japan in 1957, Rainbow in 1976 en Katy Perry in 2015.